# Engin Verel
Engin Verel (Istanboel, 15 september 1956) is een Turks voormalig profvoetballer van onder meer RSC Anderlecht, Galatasaray SK en Fenerbahçe SK. Hij speelde ook 26 keer voor de nationale ploeg van Turkije.

## Carrière
Engin Verel werd geboren op 15 september 1956 in Istanboel en begon te voetballen bij Davutpaşa. In 1973 werd de 17-jarige Verel getransfereerd naar het bekende Galatasaray SK, een club uit de Süper Lig. Maar na nog geen twee seizoenen trok de aanvaller naar die andere grote club uit Istanboel: Fenerbahçe SK. Daar bleef hij vier seizoenen spelen. Verel werd een vaste waarde in de aanval en won in 1978 de landstitel. In 1979 won hij dan weer de Turkse Beker.
Het was een gouden periode voor Fenerbahçe SK dat in de rest van de wereld steeds bekender werd. En ook Engin Verel werd bekend buiten de grenzen van z'n vaderland. In 1979 maakte hij de overstap naar Hertha Berlijn, een club uit de Duitse Bundesliga. Geen wijze beslissing want Verel kwam er amper aan spelen toe. Hij aarzelde dan ook niet lang om in 1980 een contract te teken bij het Belgische RSC Anderlecht. Maar bij Anderlecht stootte hij op de concurrentie van spelers zoals onder meer Arie Haan, Franky Vercauteren, Kenneth Brylle, Ludo Coeck en Willy Geurts. Op het einde van het seizoen won RSC Anderlecht de titel, maar Verel zocht opnieuw andere oorden op.
Zo kwam de Turk terecht bij het Franse Lille OSC, een club uit de Ligue 1. Daar maakte hij een einde aan twee jaar zonder al te veel speelkansen en verkreeg opnieuw een basisplaats. Verel bedankte door in 31 wedstrijden 13 keer het doel te vinden. Hij was bij Lille ploegmaat van o.a. Slavoljub Muslin. Een jaar later speelde hij ook regelmatig, maar wist hij slechts 2 keer te scoren. Een mager doelpuntensaldo en dus liet Lille hem zonder al te veel moeite vertrekken.
Engin Verel ging terug naar Turkije. Hij tekende een contract bij Fenerbahçe SK, waar hij eind jaren 70 zijn grootste successen kende. In 1985 werd hij een laatste keer winnaar van de Süper Lig en een jaar later stopte hij met voetballen op het hoogste niveau.